# ラヴ・ハーツ
「ラヴ・ハーツ」（英語: Love Hurts）は、エヴァリー・ブラザーズの楽曲。1960年10月発売のアルバム『A Date with the Everly Brothers』に収録された。シングルカットはされなかったが、その後数多くのアーティストにカバーされた。ナザレスがカバーしヒットしたことでも知られる。作詞作曲はソングライター・チームのブライアント夫妻のブーデロウ・ブライアント（夫）。

## 主なカバー・バージョン
- ロイ・オービソン - 1961年3月のシングル「ランニング・スケアード」のB面。
- ジミー・ウェッブ - 1972年のアルバム『Letters』に収録。
- グラム・パーソンズ - 1974年のアルバム『グリーヴァス・エンジェル』に収録。1982年に発売されたライブ・アルバム『Live 1973』にライブ・バージョンが収録されている。どちらもエミルー・ハリスと共に歌っている。
- ナザレス -1975年のシングル。翌1976年3月13日付のビルボード・Hot 100で8位を記録した[2]。またカナダとオランダで1位を記録した。
- ジム・キャパルディ - 1975年のシングル。全英シングルチャートで4位を記録した。
- シェール - 1975年のアルバム『Stars』と1991年のアルバム『Love Hurts』に収録。
- ジェニファー・ウォーンズ - 1976年のアルバム『Jennifer Warnes』に収録。
- ニコレット・ラーソン - 1988年のアルバム『Shadows of Love』に収録。
- ドン・マクリーン - 1981年のアルバム『Believers』に収録。
- ジョーン・ジェット - 1990年のアルバム『The Hit List』に収録。
- ハート - 1995年のライブ・アルバム『The Road Home』に収録。
- コリー・ハート - 1996年のアルバム『Corey Hart』に収録。
- Valentine D.C. - 1996年のシングル。
- エミルー・ハリス- 1998年のアルバム『Spyboy』に収録。
- スティーナ・ノルデンスタム - 1998年のアルバム『People Are Strange』に収録。33秒のショート・バージョン。
- シネイド・オコナー - 2003年のコンピレーション・アルバム『She Who Dwells in the Secret Place of the Most High Shall Abide Under the Shadow of the Almighty』に収録。
- キース・リチャーズとノラ・ジョーンズ - 2005年に発売されたグラム・パーソンズのトリビュートDVD『Return to Sin City』に収録。
- トライアンフ - 2005年のコンピレーション・アルバム『Livin' for the Weekend: The Anthology』に収録。なお録音は1991年である。
- ロッド・スチュワート - 2006年のアルバム『グレイト・ロック・クラシックス』に収録。